# 오카와치역
오카와치역(일본어: 大河内駅)은 일본 야마구치현 슈난시에 위치한 서일본 여객철도 간토쿠 선의 철도역이다. 단선 승강장 1면 1선의 구조를 갖춘 지상역이다.

## 이용 현황
| 연도     | 하루 평균 | 연도     | 하루 평균 |
| 1999년도 | 146       | 2007년도 | 103       |
| 2000년도 | 138       | 2008년도 | 111       |
| 2001년도 | 110       | 2009년도 | 115       |
| 2002년도 | 130       | 2010년도 | 105       |
| 2003년도 | 120       | 2011년도 | 106       |
| 2004년도 | 116       | 2012년도 | 106       |
| 2005년도 | 105       | 2013년도 | 118       |
| 2006년도 | 101       |          |           |
| -------- | --------- | -------- | --------- |

## 역 주변
- 산요 자동차도
- 국도 제2호선

## 역사
- 1987년
  - 3월 27일 : 지역 청원에 의해, 간토쿠 선의 가쓰마 역 - 스오쿠보 역 간에 신설 개업.
  - 4월 1일 : 일본국유철도 분할 민영화에 의해, 서일본 여객철도가 승계.

## 인접 역
| 서일본 여객철도 간토쿠 선 | 서일본 여객철도 간토쿠 선 | 서일본 여객철도 간토쿠 선 |
| ------------------------- | ------------------------- | ------------------------- |
| 가쓰마 이와쿠니 방면      | ■ 간토쿠 선               | 스오쿠보 구시가하마 방면  |